# Cantón de Volmunster
El cantón de Volmunster era una división administrativa francesa, que estaba situada en el departamento de Mosela y la región de Lorena.

## Composición
El cantón estaba formado por dieciséis comunas:
- Bousseviller
- Breidenbach
- Epping
- Erching
- Hottviller
- Lengelsheim
- Loutzviller
- Nousseviller-lès-Bitche
- Obergailbach
- Ormersviller
- Rimling
- Rolbing
- Schweyen
- Volmunster
- Waldhouse
- Walschbronn

## Supresión del cantón de Volmunster
En aplicación del Decreto n.º 2014-183 de 18 de febrero de 2014,el cantón de Volmunster fue suprimido el 22 de marzo de 2015 y sus 16 comunas pasaron a formar parte del nuevo cantón de Bitche.